# Principi de Mach
El principi de Mach estableix que «La massa d'allà influeix sobre la inèrcia d'aquí». Com que tots els elements de l'univers mantenen entre si una mínima força (força gravitatòria), elements externs afecten a altres interns del nostre planeta, com en el cas de les marees, provocades per l'atracció lunar.
Aquest concepte també interpreta que tot moviment és relatiu, és a dir, que no té sentit moure's si no és amb relació a alguna altra cosa. El principi de Mach fou formulat pel físic austríac Ernst Mach l'any 1893.
La idea de Mach, influïda per les idees de Gottfried Leibniz, desbancava el pensament que formulà Newton en intentar comprendre les relacions entre objectes i moviment, imaginant un cub ple d'aigua que donava voltes. Al principi, el cub començaria a girar mentre que el líquid es mantindria estàtic, això no obstant, passats uns segons, la superfície de l'aigua es faria còncava vorejant els límits del cub. Newton argumentava que tan sols observant podríem saber si el cub gira o no, ja que s'aprecien les forces que hi actuen al provocar la forma còncava a l'aigua.
Uns dos-cents anys més tard, Mach es preguntà: «I si el cub ple d'aigua fos l'única cosa en l'univers? No es podia saber també si l'aigua girava en relació al cub? L'única forma d'aportar-li un sentit al seu moviment seria el d'afegir-li a aquest univers un altre element (un altre got, una estrella, un planeta...) que ens servís de referència. Amb aquest nou element ja podríem saber si el cub realment es mou.» Mach argumentava que si el nostre univers estigués desproveït d'estrelles, mai sabríem si la Terra es mou.
El concepte d'un moviment relatiu formulat per Mach va servir d'inspiració per a molts físics posteriors, com en el cas d'Albert Einstein, que va mantenir la mateixa idea que Mach va formular en les seves teories de relativitat general i especial.